# Leptobatopsis prolata
Leptobatopsis prolata là một loài tò vò trong họ Ichneumonidae.